# Metal-halvleder-overgang
Indenfor faststoffysik er en metal-halvleder-overgang (ms-overgang; ms for eng. metal-semiconductor) en type af overgang hvor et metal kommer i tæt kontakt med et halvledermateriale. En metal–halvleder-overgang er den ældste praktiske halvlederkomponent. ms-overgange kan enten være ensrettende eller ikke-ensrettende.
Den ensrettende metal–halvleder-overgang danner en Schottky-barriere - og komponenten med en sådan Schottky-barriere kaldes en Schottky-diode. En ikke-ensrettende metal–halvleder-overgang opfører sig typisk som en ohmsk kontakt. (Til sammenligning kaldes en ensrettende halvleder–halvleder-overgang for en pn-overgang.)
Metal-halvleder-overgang er kritiske til funktionen af alle halvlederenheder:
- Mange gange er en ohmsk kontakt ønsket, så elektrisk ladning let kan ledes mellem den, via en elektrode, fra fx det aktive område i en transistor (fx emitter, basis og kollektor elektroderne) og det eksterne kredsløb.
- Nogle gange er Schottky-barriere ønskede - som i Schottky-dioder, Schottky-transistorer - og metal-halvleder-felteffekttransistorer.

## Den kritiske parameter: Schottky-barriere højden
Om en given metal-halvleder-overgang er en ohmsk kontakt - eller en Schottky-barriere - afhænger af overgangens Schottky-barriere højde, ΦB.
For en tilstrækkelig stor Schottky-barrier højde, hvor ΦB er væsentlig højere end den termiske energi kT, er halvlederens rumladningsområde tømt nær metallet og opfører sig som Schottky-barriere. For lavere Schottky-barriere højder, vil halvlederne ikke tømmes for mobile ladningsbærere og danner i stedet en ohmsk kontakt til metallet.